# Associazione Calcio Fiorentina 1951-1952
Questa voce raccoglie le informazioni riguardanti l'Associazione Calcio Fiorentina nelle competizioni ufficiali della stagione 1951-1952.

## Stagione
La stagione della Fiorentina inizia in maniera rallentata ma la squadra disputa un ottimo campionato, riuscendo alla fine a conseguire un lusinghiero quarto posto dietro alle "solite" potenze del Nord: Juventus, Milan e Inter. I viola sono ormai consacrati tra le grandi del calcio italiano, come dimostrano le vittorie ottenute contro le due milanesi: 1-0 contro i rossoneri, addirittura 5-0 contro i nerazzurri. I due stranieri viola Dan Ekner e André Roosenburg segnano 10 reti a testa, buono anche l'esordio del turco Lefter.
Quest'anno allenatore della Fiorentina è Renzo Magli, che era stato uno storico terzino viola dal 1929 al 1939, subentrando a Luigi Ferrero il 16 novembre 1951, dopo un brutto inizio di campionato. I marcatori di campionato della stagione gigliata furono: Ekner e Roosemburg 10 reti, Pandolfini 9, Beltrandi e Vitali 6, Galassi e Lefter 4, Cervato, Chiappella e Rosetta 1.
La squadra è inoltre invitata a prender parte alla Coppa Grasshoppers.

## Rosa
| N. |                   | Ruolo | Calciatore           |
| -- | ----------------- | ----- | -------------------- |
|    | Italia (bandiera) | P     | Leonardo Costagliola |
|    | Italia (bandiera) | P     | Luciano Tessari      |
|    | Italia (bandiera) | D     | Sergio Cervato       |
|    | Italia (bandiera) | D     | Ardico Magnini       |
|    | Italia (bandiera) | D     | Renzo Venturi        |
|    | Italia (bandiera) | D     | Corrado Viciani      |
|    | Italia (bandiera) | C     | Gianni Basile        |
|    | Italia (bandiera) | C     | Rodolfo Beltrandi    |
|    | Italia (bandiera) | C     | Giancarlo Bolognesi  |
|    | Italia (bandiera) | C     | Giuseppe Chiappella  |

| N. |                        | Ruolo | Calciatore               |
| -- | ---------------------- | ----- | ------------------------ |
|    | Italia (bandiera)      | C     | Riccardo Dalla Torre     |
|    | Turchia (bandiera)     | C     | Lefter Küçükandonyadis   |
|    | Italia (bandiera)      | C     | Augusto Magli (capitano) |
|    | Italia (bandiera)      | C     | Francesco Rosetta        |
|    | Italia (bandiera)      | C     | Silvano Trevisani        |
|    | Italia (bandiera)      | C     | Giancarlo Vitali         |
|    | Svezia (bandiera)      | A     | Dan Ekner                |
|    | Italia (bandiera)      | A     | Alberto Galassi          |
|    | Italia (bandiera)      | A     | Egisto Pandolfini        |
|    | Paesi Bassi (bandiera) | A     | André Roosenburg         |

## Risultati

### Serie A

#### Girone di andata
| Arbitro: | Gemini (Roma) |

|                        |           |  |
| Bronée 40’, 54’ (rig.) | Marcatori |  |

| Arbitro: | Matucci (Seregno) |

|             |           |            |
| Galassi 41’ | Marcatori | 39’ Renica |

| Arbitro: | Agnolin (Bassano del Grappa) |

|            |           |           |
| Santos 33’ | Marcatori | 62’ Ekner |

| Arbitro: | Orlandini (Roma) |

|  |           |                              |
|  | Marcatori | 72’ Muccinelli 80’ Boniperti |

| Arbitro: | Agnolin (Bassano del Grappa) |

|  |           |                              |
|  | Marcatori | 8’, 80’ Ekner 30’ Roosenburg |

| Arbitro: | Canavesio (Torino) |

|                                   |           |                             |
| Cervato 36’ Galassi 56’ Ekner 86’ | Marcatori | 21’ Sørensen 35’, 70’ Bares |

| Lucca 21 ottobre 1951 7ª giornata | Lucchese           | 0 – 0 | Fiorentina | Stadio Porta Elisa\| Arbitro: \| Valsecchi (Milano) \| |
| Arbitro:                          | Valsecchi (Milano) |       |            |                                                        |

| Arbitro: | Pieri (Trieste) |

|  |           |           |
|  | Marcatori | 24’ Gotti |

| Arbitro: | Liverani (Torino) |

|  |           |                           |
|  | Marcatori | 54’ Vitali 85’ Pandolfini |

| Arbitro: | Righi (Milano) |

|                          |           |               |
| Galassi 4’, 58’ Ekner 8’ | Marcatori | 41’ Prunecchi |

| Arbitro: | Bernardi (Bologna) |

|              |           |  |
| Trevisan 60’ | Marcatori |  |

| Arbitro: | Agnolin (Bassano del Grappa) |

|  |           |             |
|  | Marcatori | 26’ Jeppson |

| Firenze 16 dicembre 1951 13ª giornata | Fiorentina      | 0 – 0 | SPAL | Stadio Comunale\| Arbitro: \| Bellè (Venezia) \| |
| Arbitro:                              | Bellè (Venezia) |       |      |                                                  |

| Milano 23 dicembre 1951 14ª giornata | Inter                 | 0 – 0 | Fiorentina | Stadio San Siro\| Arbitro: \| Piemonte (Monfalcone) \| |
| Arbitro:                             | Piemonte (Monfalcone) |       |            |                                                        |

| Arbitro: | Matucci (Seregno) |

|                           |           |              |
| Pandolfini 40’ Vitali 78’ | Marcatori | 62’ Petrozzi |

| Arbitro: | Righi (Milano) |

|                |           |  |
| Pandolfini 17’ | Marcatori |  |

| Arbitro: | De Leo (Mestre) |

|                       |           |                |
| Astorri 7’ Amadei 33’ | Marcatori | 51’ Pandolfini |

| Arbitro: | Silvano (Torino) |

|           |           |  |
| Sukru 17’ | Marcatori |  |

| Arbitro: | Orlandini (Roma) |

|           |           |  |
| Ekner 15’ | Marcatori |  |

### Girone di ritorno
| Arbitro: | Liverani (Torino) |

|                      |           |            |
| Vitali 66’ Ekner 75’ | Marcatori | 25’ Bronée |

| Arbitro: | Agnolin (Bassano del Grappa) |

|                                     |           |                                |
| Janda 20’ Piola 36’, 43’ Renica 62’ | Marcatori | 79’, 84’ Roosenburg 89’ Lefter |

| Arbitro: | Piemonte (Monfalcone) |

|                                   |           |  |
| Pandolfini 19’ Beltrandi 60’, 87’ | Marcatori |  |

| Arbitro: | Pieri (Trieste) |

|                                              |           |  |
| Boniperti 23’ Hansen 44’, 88’ Muccinelli 46’ | Marcatori |  |

| Arbitro: | Liverani (Torino) |

|            |           |  |
| Lefter 72’ | Marcatori |  |

| Arbitro: | Valsecchi (Milano) |

|  |           |                                             |
|  | Marcatori | 17’ Chiappella 27’ Beltrandi 87’ Roosenburg |

| Arbitro: | Marchetti (Milano) |

|                |           |  |
| Pandolfini 66’ | Marcatori |  |

| Arbitro: | Piemonte (Monfalcone) |

|                |           |                       |
| Sabbatella 51’ | Marcatori | 67’ (rig.) Roosenburg |

| Arbitro: | Agnolin (Bassano del Grappa) |

|                                                          |           |  |
| Pandolfini 21’ Vitali 26’, 75’ Lefter 35’ Roosenburg 84’ | Marcatori |  |

| Arbitro: | Valsecchi (Milano) |

|            |           |                |
| Meroni 27’ | Marcatori | 51’ Pandolfini |

| Arbitro: | Jonni (Macerata) |

|             |           |  |
| Rosetta 75’ | Marcatori |  |

| Arbitro: | Piemonte (Monfalcone) |

|             |           |  |
| Jeppson 52’ | Marcatori |  |

| Arbitro: | Bernardi (Bologna) |

|               |           |                         |
| Quaresima 31’ | Marcatori | 21’ Ekner 39’ Beltrandi |

| Arbitro: | Silvano (Torino) |

|                                                          |           |  |
| Pandolfini 10’, 88’ Roosenburg 50’ Lefter 52’ Vitali 67’ | Marcatori |  |

| Arbitro: | Valsecchi (Milano) |

|                      |           |                                     |
| Ispiro 10’ Curti 50’ | Marcatori | 6’ Rooseburg 27’ Beltandi 90’ Ekner |

| Arbitro: | De Leo (Mestre) |

|                                        |           |  |
| Hjalmarsson 33’ (rig.) Carapellese 55’ | Marcatori |  |

| Arbitro: | Canavesio (Torino) |

|                                 |           |               |
| Ekner 40’ Roosenburg 83’ (rig.) | Marcatori | 69’ Formentin |

| Firenze 15 giugno 1952 37ª giornata | Fiorentina     | 0 – 0 | Lazio | Stadio Comunale\| Arbitro: \| Righi (Milano) \| |
| Arbitro:                            | Righi (Milano) |       |       |                                                 |

| Arbitro: | Corallo (Lecce) |

|                                    |           |               |
| Burini 25’, 30’ (rig.) Nordahl 54’ | Marcatori | 61’ Beltrandi |

## Statistiche

### Statistiche di squadra
Fonte:
| Competizione | Punti | In casa | In casa | In casa | In casa | In casa | In casa | In trasferta | In trasferta | In trasferta | In trasferta | In trasferta | In trasferta | Totale | Totale | Totale | Totale | Totale | Totale | DR  |
| Competizione | Punti | G       | V       | N       | P       | Gf      | Gs      | G            | V            | N            | P            | Gf           | Gs           | G      | V      | N      | P      | Gf     | Gs     | DR  |
| ------------ | ----- | ------- | ------- | ------- | ------- | ------- | ------- | ------------ | ------------ | ------------ | ------------ | ------------ | ------------ | ------ | ------ | ------ | ------ | ------ | ------ | --- |
| Serie A      | 44    | 19      | 12      | 4       | 3       | 31      | 12      | 19           | 5            | 5            | 9            | 21           | 26           | 38     | 17     | 9      | 12     | 52     | 38     | +14 |
| Totale       | -     | 19      | 12      | 4       | 2       | 31      | 12      | 19           | 5            | 5            | 9            | 21           | 26           | 38     | 17     | 9      | 12     | 52     | 38     | +14 |

### Statistiche dei giocatori
| Giocatore      | Serie A  | Serie A |
| Giocatore      | Presenze | Reti    |
| -------------- | -------- | ------- |
| G. Basile      | 3        | 0       |
| R. Beltrandi   | 13       | 6       |
| G. Bolognesi   | 3        | 0       |
| S. Cervato     | 28       | 1       |
| G. Chiappella  | 35       | 1       |
| L. Costagliola | 36       | -38     |
| R. Dalla Torre | 3        | 0       |
| D. Ekner       | 31       | 10      |
| A. Galassi     | 9        | 4       |
| Lefter         | 30       | 4       |
| A. Magli       | 26       | 0       |
| A. Magnini     | 32       | 0       |
| E. Pandolfini  | 34       | 9       |
| A. Roosenburg  | 33       | 10      |
| F. Rosetta     | 34       | 1       |
| S. Trevisani   | 5        | 0       |
| T. Tessari     | 2        | -0      |
| R. Venturi     | 21       | 0       |
| C. Viciani     | 16       | 0       |
| G. Vitali      | 24       | 6       |